# Profondeville
Profondeville (wa. Parfondveye) – miejscowość i gmina w Belgii, w Regionie Walońskim, w prowincji Namur, w okręgu Namur. 1 stycznia 2024 roku liczyła 12 318 mieszkańców.

## Podział administracyjny
W skład gminy wchodzi pięć dzielnic (section):
- Arbre
- Bois-de-Villers
- Lesve
- Lustin
- Rivière

## Współpraca
Miejscowość partnerska:
- Roquebrune-Cap-Martin, Francja